# Christa Decker
Christa Decker (* 28. Februar 1951 in Markersbach) ist eine ehemalige Rennrodlerin der DDR.
Sie startete für den SC Traktor Oberwiesenthal. Ihre größten Erfolge waren der 4. Platz bei den Weltmeisterschaften 1969 auf der Kombinierten Kunsteisbahn am Königssee, der 5. Platz bei der Europajuniorenmeisterschaft 1969 in Hammarstrand/Schweden und der Vize-Titel bei der nationalen Meisterschaft der DDR 1971 auf der Heimbahn in Oberwiesenthal hinter Margit Schumann. 1971 beendete sie aus gesundheitlichen Gründen ihre aktive Laufbahn.